# La fada
La fada és un drama líric en un acte amb música d'Enric Morera i llibret de Jaume Massó i Torrents estrenat al Teatre del Prado Suburense de Sitges el diumenge 14 de febrer de 1897.

## Context
Enric Morera va finalitzar la composició de l'òpera l'any 1895 i el novembre de 1896 va presentar-se en una audició privada al Cau Ferrat, a la qual va assistir Mathieu Crickboom. L'estrena de l'obra va implicar la col·laboració d'algunes de les figures més notables del modernisme català de l'època, com Santiago Rusiñol, que va pintar els decorats i va fer un discurs de presentació de l'òpera, Miquel Utrillo, autor del cartell de l'estrena, o Alexandre de Riquer que dibuixà el fulletó. Les fades van ser les cantants Elisa Petri i Amanda Campodónico, acompanyades pel tenor Manuel Morales en el paper de Jausbert i del baix Andreu Perelló de Segurola. L'Orquestra del Gran Teatre del Liceu i el seu cor van participar també a l'estrena sota la direcció del compositor mateix. La representació va ser un èxit de crítica i públic, omplint tot l'aforament.
L'acció de l'òpera se situa al gorg Negre, a les muntanyes que s'alcen entre el Conflent i Fenolleda, durant el regnat de Jaume I. El cavaller Jausbert de Paracolls ha fugit a les muntanyes amb la seva estimada Gueralda d'Èvol. La rivalitat entre les seves famílies n'ha estat la causa de la fugida. Quan una fada del paratge el veu, desitja Jausbert. El Senyor d'Èvol, pare de Gueralda, els ha perseguit amb els seus homes armats. En un combat fereix mortalment Jausbert. El pare s'emporta la filla i deixa Jausbert mort. Finalment el seu cos cau en braços de la fada que el desitjava.
La primera representació en temps moderns, i segona des de la seva estrena el 1897, va tenir lloc l'any 1993 al Teatre la Faràndula de Sabadell